# آنتونی گلبوم
آنتونی جان گلبوم (انگلیسی: Anthony John Goldbloom؛ زادهٔ متولد ۲۱ ژوئن ۱۹۸۳) اهل استرالیا بنیانگذار و مدیرعامل، شرکت کگل در سیلیکون‌ولی است که به کمک الگوریتم‌های پیشگویانه برای حل مشکلات ناسا، ویکی‌پدیا، فورد و مجموعه‌های دیگر استفاده کرده‌است.
کگل از زمان راه‌اندازی اولین بار در فوریه ۲۰۱۰ توجه رسانه‌ها را به خود جلب کرده‌است، به ویژه پس از اخبار که توانسته مبلغ ۱۱٫۲۵ میلیون دلار برای برگزاری مسابقات جذب کند. توسط مجله فوربس به عنوان یکی از ۳۰ مورد از «۳۰ مورد تکنولوژی» اشاره معرفی شد.